# Üzbegisztán himnusza
Az Üzbég Köztársaság nemzeti himnusza a Oʻzbekiston Respublikasining Davlat Madhiyasi című mű, mely ugyanazt a dallamot használja, mint az ország elődállama, az Üzbég Szovjet Szocialista Köztársaság himnusza. Az eredeti szöveget és zenét Mutal Burhonov komponálta 1947-ben, amikor az ország még a Szovjetunió része volt. Miután Üzbegisztán függetlenné vált a Szovjetuniótól, az Abdulla Oripov üzbég költő által írt új szöveget fogadták el.

## Szövege
| Üzbég | Magyar fordítás |
| --- | --- |
| Serquyosh, hur oʻlkam, elga baxt, najot, Sen oʻzing doʻstlarga yoʻldosh, mehribon – mehribon! Yashnagay to abad ilmu fan, ijod, Shuhrating porlasin toki bor jahon! Oltin bu vodiylar — jon Oʻzbekiston, Ajdodlar mardona ruhi senga yor! Ulugʻ xalq qudrati joʻsh urgan zamon, Olamni mahliyo aylagan diyor! Bagʻri keng oʻzbekning oʻchmas iymoni, Erkin, yosh avlodlar senga zoʻr qanot, zoʻr qanot! Istiqlol mashʼali, tinchlik posboni, Haqsevar, ona yurt, mangu boʻl obod! | Hazám, napsütötte és szabad ország, üdvösség a népednek, Te vagy a barátok melegszívű társa. Tudással és találmányokkal örökké virágozz, Ragyogjon a hírneved, amíg a világ létezik! Ezekben az aranyló völgyekben - kedves Üzbegisztán, Őseink férfias szelleme a te társad! Mikor a nép ereje túlárad; Te vagy az ország, mely a világot ámulatba ejtiǃ A nagylelkű üzbég hit nem hal ki, Szabad, fiatal gyermekeitek az erős szárnyaitok! A függetlenség fáklyája, a béke őrzője, Igaz hazám, virágozz örökké! |